# Short S.8
Die Short S.8 (militärische Bezeichnung Short Calcutta) war ein als Doppeldecker ausgelegtes Flugboot des britischen Herstellers Short Brothers aus den 1920er Jahren. Es konnte bis zu fünfzehn Passagiere befördern und wurde vorwiegend zwischen Europa und Indien eingesetzt.

## Geschichte
Die Calcutta entstand im Auftrag der Fluggesellschaft Imperial Airways, die ein Flugzeug für den Mittelmeerabschnitt auf der Route nach Indien benötigte. Die S.8 war eine Weiterentwicklung der Singapore, eines für militärische Zwecke entwickelten Flugzeugs, und das erste Flugboot mit einem Metallrumpf. Der Antrieb bestand aus drei Bristol-Jupiter-Sternmotoren, die zwischen den Tragflächen angebracht waren. Während die beiden Piloten in einem offenen Cockpit saßen, befand sich der Funknavigator in der Passagierkabine.
Den Erstflug absolvierte der Prototyp am 14. Februar 1928. Am 27. Juli erhielt er seine Zulassung, und am 9. August trat er in den Dienst der Imperial Airways. Zusammen mit vier weiteren Calcutta wurde er überwiegend auf der Strecke nach Karatschi eingesetzt.
Short Brothers bauten insgesamt sieben S.8. Die Militärversion erhielt die Bezeichnung Rangoon. 1934 erwarb das französische Unternehmen Breguet ein Exemplar, das für die französische Marine zur Breguet S.8/2 umgebaut wurde und weitgehend der Rangoon entsprach. Vier weitere Modelle entstanden als Lizenzbau bei Breguet in Le Havre. Die Franzosen entwickelten später die verbesserte Version Breguet 521 Bizerte.

## Technische Daten

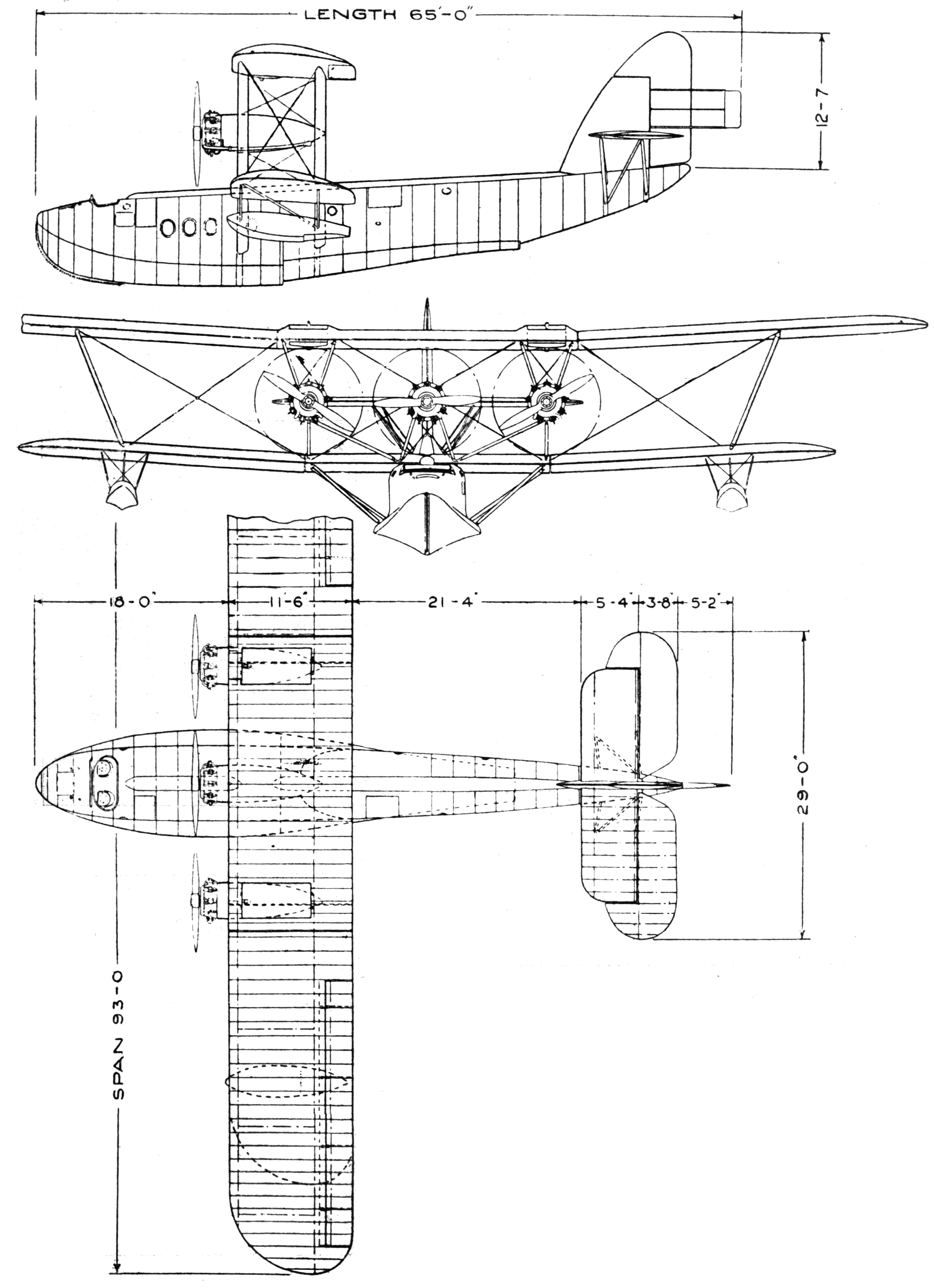
Dreiseitenansicht

| Kenngröße             | Daten                                                        |
| --------------------- | ------------------------------------------------------------ |
| Besatzung             | 4–5                                                          |
| Passagiere            | 12–15                                                        |
| Länge                 | 20,40 m                                                      |
| Höhe                  | 7,20 m                                                       |
| Spannweite            | 28,30 m                                                      |
| Flügelfläche          | 171 m²                                                       |
| Leermasse             | 6.280 kg                                                     |
| Startmasse            | 10.200 kg                                                    |
| Reisegeschwindigkeit  | 156 km/h                                                     |
| Höchstgeschwindigkeit | 190 km/h                                                     |
| Dienstgipfelhöhe      | 4.000 m                                                      |
| Reichweite            | 1.040 km                                                     |
| Triebwerke            | drei Sternmotoren Bristol-Jupiter-IXF mit je 410 kW (557 PS) |